# Europaturm
Europaturm – najwyższa wieża we Frankfurcie nad Menem, w Niemczech, o wysokości 337,5 m. Wieża została otwarta w 1979.